# Orgita
Orgita – wieś w Estonii, prowincji Rapla, w gminie Märjamaa.